# أتسوشي ساكوراي
أتسوشي ساكوراي (باليابانية: 櫻井 敦司، 7 مارس 1966 – 19 أكتوبر 2023) كان مغنيًا يابانيًا وكاتب كلمات، اشتهر بكونه المغني الرئيسي لفرقة باك-تيك (Buck-Tick) التي تُعد من رواد حركة فيجوال كيه في اليابان. يتميز صوته بالعمق والدرامية، وأسلوبه الغنائي بالرمزية والظلامية. استمر عطاؤه الفني قرابة أربعة عقود.

## بداياته
وُلد أتسوشي ساكوراي (櫻井 敦司) في 7 مارس 1966 في مدينة فوجيوكا بمحافظة غونما، اليابان. نشأ في بيئة عائلية مضطربة، حيث كان والده يعاني من إدمان الكحول ويُعامل والدته بقسوة. هذه التجارب أثرت بشكل عميق على شخصيته وأعماله الفنية لاحقًا. 
في عام 1983، انضم ساكوراي كعازف درامز إلى فرقة موسيقية أسسها زميله في المدرسة الثانوية، هيساشي إيماي، والتي كانت تُعرف آنذاك باسم "هينان غو-غو" (Hinan Go-Go). ضمت الفرقة أيضًا يوتاكا هيغوتشي (يو-تا) على الباس، وهيديهيكو هوشينو على الغيتار، وأراكي كمغني رئيسي. 
في عام 1985، غادر أراكي الفرقة، مما فتح الباب أمام ساكوراي لتولي دور المغني الرئيسي. بعد محاولات لإقناع أعضاء الفرقة، تم قبول ساكوراي كمغني، وانضم تول ياغامي، شقيق يو-تا، كعازف درامز جديد. 
خلال هذه الفترة، بدأ ساكوراي في كتابة كلمات الأغاني، مستلهمًا من تجاربه الشخصية ومواضيع مثل الحب والموت والروحانية. أصبحت كلماته تتميز بطابع شاعري وغامض، مما ساهم في تشكيل هوية موسيقية مميزة للفرقة. 
في عام 1987، أصدرت الفرقة أول ألبوم لها مع شركة كبرى بعنوان "سيكشوال XXXXX!" (Sexual XXXXX!). تبع ذلك ألبوم "تابو" (Taboo) في عام 1989، الذي تم تسجيله في لندن واحتل المركز الأول على المخططات. في عام 1990، حقق ألبوم "زهرة الشر" (Aku no Hana) وأغنيته الرئيسية نجاحًا مماثلًا. 

## المسيرة الفنية

### مع فرقة باك-تيك (BUCK-TICK)
بعد انضمامه كعازف درامز في عام 1983، أصبح أتسوشي ساكوراي المغني الرئيسي لفرقة باك-تيك في عام 1985 بعد مغادرة المغني السابق، أراكي. منذ ذلك الحين، أصبح الصوت المميز والوجه البارز للفرقة، وشارك في كتابة معظم كلمات أغانيها.
أصدرت الفرقة أول ألبوم لها مع شركة كبرى بعنوان "سيكشوال XXXXX!" (Sexual XXXXX!) في عام 1987. في عام 1988، حققوا نجاحًا كبيرًا مع أغنية "جست ون مور كيس" (Just One More Kiss)، التي وصلت إلى المركز السادس على مخطط أوريكون. تبع ذلك ألبوم "تابو" (Taboo) في عام 1989، الذي تم تسجيله في لندن واحتل المركز الأول على المخططات. في عام 1990، حقق ألبوم "زهرة الشر" (Aku no Hana) وأغنيته الرئيسية نجاحًا مماثلًا.
على مدار مسيرتهم، أصدرت الفرقة 23 ألبومًا استوديويًا، معظمها وصل إلى المراكز العشرة الأولى في مخطط أوريكون، بما في ذلك ألبومهم الأخير "إيزورا" (Izora) في عام 2023. استمرت الفرقة في تقديم عروضها حتى وفاة ساكوراي المفاجئة في أكتوبر 2023.

### المشاريع الجانبية والمسيرة الفردية
في عام 2004، أطلق ساكوراي أول ألبوم منفرد له بعنوان "آي نو واكوسي" (Ai no Wakusei)، الذي تضمن تعاونات مع فنانين مثل واين هوسي (The Sisters of Mercy) وجي. جي. ثيرلويل (Foetus) ورايموند واتس (PIG) وجيك كلاودشير (Guniw Tools). في نفس العام، قام ببطولة الفيلم القصير "لونجينوس" (Longinus) وأصدر كتابًا شعريًا بعنوان "ياسو" (Yasou).
في عام 2015، أسس مشروعه الموسيقي الجديد "ذا مورتال" (THE MORTAL)، الذي ضم موسيقيين مثل جيك كلاودشير ويوكيو موراتا. أصدروا ألبومًا قصيرًا بعنوان "سبيريت" (Spirit) وألبومًا كاملًا بعنوان "آي آم مورتال" (I am Mortal)، وقاموا بجولة موسيقية في اليابان.
بالإضافة إلى ذلك، شارك ساكوراي في عدة مشاريع تعاونية، منها فرقة "شفاين" (Schwein) مع زميله هيساشي إيماي ورايموند واتس وساشا كونييتزكو (KMFDM)، حيث أصدروا ألبومًا بعنوان "شفاينشتاين" (Schweinstein) في عام 2001. كما تعاون مع فنانين مثل دير زيبيت (Der Zibet) وبيغ (PIG) وماسامي تسوشيا وتشيآكي كورياما ورينغو شينا.

### الأسلوب والتأثير
عرف ساكوراي بصوته العميق وأسلوبه المسرحي في الأداء، مما جعله أحد أبرز الشخصيات في حركة "الفيجوال كيه" (Visual Kei) في اليابان. تأثرت كلماته بمواضيع مثل الحب والموت والروحانية، وغالبًا ما كانت تحمل طابعًا شاعريًا وغامضًا. ترك تأثيرًا كبيرًا على جيل كامل من الموسيقيين والفنانين في اليابان وخارجها.

## الوفاة والإرث
في مساء يوم 19 أكتوبر 2023، وخلال حفل موسيقي لفرقة باك-تيك (BUCK-TICK) في قاعة "كيه تي زيب يوكوهاما" (KT Zepp Yokohama)، تعرض أتسوشي ساكوراي لوعكة صحية مفاجئة بعد أداء ثلاث أغانٍ فقط. تم نقله على الفور إلى المستشفى، حيث توفي في الساعة 23:09 بسبب نزيف في جذع الدماغ، عن عمر يناهز 57 عامًا. تم الإعلان عن وفاته رسميًا في 24 أكتوبر 2023 عبر الموقع الرسمي للفرقة. 
شكلت وفاة ساكوراي صدمة كبيرة لعشاق الموسيقى في اليابان وحول العالم. أُقيمت مراسم تأبين خاصة لأفراد عائلته وأعضاء الفرقة، بينما أُلغيت جميع الأنشطة العامة للفرقة في تلك الفترة. في نوفمبر 2023، أصدرت فرقة باك-تيك أغنية جديدة بعنوان "رايجين فوجين - ريزونانس" (雷神 風神 - レゾナンス) كتحية لساكوراي، حيث تولى الأعضاء المتبقون أداء الغناء، مما يعكس استمرار إرثه الفني. 
يُعتبر ساكوراي أحد أبرز رموز حركة "الفيجوال كيه" (Visual Kei) في اليابان، وقد أثرى الساحة الموسيقية بأسلوبه الفريد وصوته العميق وكلماته الشعرية. ألهمت شخصيته العديد من الشخصيات في الأنمي، مثل "كوجي نانجو" من سلسلة *زيتسوآي 1989*، و"دي" من *فامباير هنتر دي: بلادلاست*، و"تاكومي إيتشينوسي" من *نانا*. 
ترك ساكوراي إرثًا فنيًا غنيًا امتد لأكثر من ثلاثة عقود، حيث ساهم في إصدار 23 ألبومًا مع فرقة باك-تيك، بالإضافة إلى أعماله الفردية ومشاركاته في مشاريع موسيقية أخرى مثل فرقة "ذا مورتال" (THE MORTAL) و"شفاين" (Schwein). سيظل تأثيره حاضرًا في عالم الموسيقى اليابانية والعالمية.

## الأعمال الموسيقية

### الألبومات الفردية
- كوكب الحب (愛の惑星) – صدر في 23 يونيو 2004 عن شركة فيكتور إنترتينمنت. يُعد الألبوم الوحيد المنفرد لساكوراي، وشارك فيه عدد من الموسيقيين مثل واين هوسي وروبن غوثري وتايجي ساتو. وصل إلى المركز 15 على مخطط أوريكون وبقي فيه لأربعة أسابيع. [10]

### الأغاني الفردية
- تضحية (SACRIFICE) – صدر في 26 مايو 2004، وبلغ المركز 25 على مخطط أوريكون. [11]

- الجنين / رائحة (胎児／SMELL) – صدر في 23 فبراير 2005، وبلغ المركز 22 على مخطط أوريكون. [11]

- إعادة ميلاد الكوكب (惑星 Rebirth) – صدر في 23 فبراير 2005، وبلغ المركز 62 على مخطط أوريكون. [11]

### مع فرقة ذا مورتال (THE MORTAL)
- روح (Spirit) – صدر في 14 أكتوبر 2015، وبلغ المركز 11 على مخطط أوريكون.[12]

- أنا مميت (I am Mortal) – صدر في 11 نوفمبر 2015، وبلغ المركز 12 على مخطط أوريكون.[13]

- غير مميت (Immortal) – صدر في 9 مارس 2016 كفيديو منزلي.[14]

### أعمال أخرى
- لونجينوس (Longinus) – فيلم قصير صدر في 25 أغسطس 2004، وبلغ المركز 16 على مخطط أوريكون للأفلام. [11]

- انفجار: كوكب الحب مباشر 2004 (EXPLOSION: Ai no Wakusei Live 2004) – فيديو مباشر صدر في 16 ديسمبر 2004، وبلغ المركز 47 على مخطط أوريكون للأفلام. [11]

## الكتب
- ياسو (夜想) – صدر في 14 يوليو 2004. كتاب شعري يحتوي على أكثر من 100 صفحة من القصائد وكلمات الأغاني، بالإضافة إلى صور فوتوغرافية ملونة وأخرى بالأبيض والأسود، ورسومات توضيحية، ومقتطفات من كتاباته الشخصية. يتضمن أيضًا قرص DVD مدته 15 دقيقة. [15]

- سَكْرِفَايْس (SACRIFICE) – صدر في 2004، يتضمن كلمات الأغاني وصورًا فوتوغرافية، ويُعتبر مكملاً لألبومه المنفرد "كوكب الحب (愛の惑星)". [16]

## وصلات خارجية
- [الموقع الرسمي لأتسوشي ساكوراي](https://www.jvcmusic.co.jp/atsushi-sakurai)
- [حساب أتسوشي ساكوراي على تويتر](https://twitter.com/atsushi_sakurai)
- [صفحة أتسوشي ساكوراي على JaME World](https://www.jame-world.com/en/artist/1256-atsushi-sakurai)
- [صفحة أتسوشي ساكوراي على Visual Kei Encyclopaedia](https://www.jame-world.com/en/artist/1256-the-mortal)